# 國際教育規劃研究所
国际教育规划研究所是联合国教科文组织的直辖机构，是联合国系统为唯一专注于教育规划与管理的研究机构。

## 简史[1]
联合国教科文组织——国际教育规划研究所（简称IIEP-UNESCO或IIEP）于 1963 年 7 月成立。IIEP 是UNESCO下属十个一级研究所和研究中心中雇员数量最多的研究所。
二战后的1945年，西欧各国正依靠美国马歇尔计划带来的经济援助进行重建。1960年，去殖民化浪潮席卷亚非拉，17个非洲国家陆续宣布独立。去殖民化使得世界上国家数量剧增，这催化出了“教育规划”这一领域，以指导各国设计适应时代变化的教育系统。
教育是一项基本人权。这是联合国教科文组织使命的核心，它呼吁各国通力合作，推进平等的受教育机会，不被种族、性别或任何其他社会文化因素所影响。联合国教科文组织于 1960 年 12 月 14 日通过了《取缔教育歧视公约 （页面存档备份，存于）》。 1962 年 5 月 22 日，该公约生效，成为联合国教科文组织第一个具有国际法约束力的主要国际公约，也是教育领域的基石。
与此同时，教科文组织开始回应大量发展中国家成员国提出的许多技术援助请求。教育慢慢的不仅被视为一项基本人权，而且被视为刺激经济增长的投资。因此，教育需求迅速增长，教育规划也不甘落后。 家长们以前所未有的速度希望让孩子接受教育，教育民主化加上创纪录的人口增长使现有的教育体系捉襟见肘。
在这种背景下，国际教育规划研究所 (IIEP) 在联合国教科文组织的倡议下在巴黎成立，并得到了世界银行、法国政府和福特基金会 （页面存档备份，存于）的财政支持。 法国政府也表示欢迎该研究所入住巴黎。
IIEP从诞生之起就被认为是一个自治的跨学科组织。他的目的首先是满足联合国教科文组织各成员国的需求，并在这基础上支持发展中国家的教育规划能力，在国际参与者之间架起桥梁，并提供有关战略教育问题的专业知识。
在此基础上，国际教育规划研究所在联合国教科文组织内获得了特殊的机构地位，这使其具有履行使命的灵活性、敏捷性和实力。 虽然IIEP归属UNESCO管辖，但它有自己的章程和理事会来指导其政策、计划和预算。
从一开始，IIEP的使命就专注于联合国教科文组织成员国的能力建设，以及教育规划的知识生产过程。 在培训与研究的基础上，IIEP自 20 世纪 90 年代中期以来一直专注于技术合作。随着时间的推移，IIEP扩大了其作为教育转型催化剂的作用，鼓励和促进各个成员国传播资源和信息。培训、研发活动、技术合作以及资源和知识共享的结合不仅是该研究所的特色，也是其独特之处。 即使在今天，国际教育规划研究所仍然依赖这四个相辅相成的互补支柱。
该研究所还进行了地理扩张，在阿根廷布宜诺斯艾利斯 （页面存档备份，存于）（1998 年）和塞内加尔达喀尔 （页面存档备份，存于）（2013 年）设立了两个区域办事处。1995年，IIEP还帮助建立了亚洲教育规划培训和研究机构网络 （页面存档备份，存于）（ANTRIEP），这是一个在22个机构之间创造协同效应的区域网络。 同样，国际教育规划研究所于 2001 年支持创建了区域教育规划中心 (RCEP)，通过培训、咨询和知识传播来加强和支持阿拉伯地区的教育系统。
IIEP 于 1963 年成立，很大程度上是对全球背景的反应。在2023年，IIEP布宜诺斯艾利斯迎来了它的25岁生日，IIEP巴黎迎来了它的60岁生日。一个甲子过去了，教育的变革作用再次上升到全球议程的首位，人们再次呼吁动员政府并制定创新解决方案，以克服全球学习危机以及当今的其他挑战。一个甲子以后，规划仍然与以往一样重要，以培育适应气候变化的教育系统，消除差距，并为未来创建强大、可持续和公平的教育系统。

## 理事会[3]
因为IIEP属于联合国教科文组织下属的一类机构，按照联合国教科文组织的规定，需要组成一个十二人的理事会监督研究所的日常工作。合适的理事人选需要满足以下条件，并由教科文组织总干事正式任命：
- 八人的背景应和IIEP的工作方向大致相关，如经济学家、教育学家，等等。其中，此八人中至少需要一人分别来自拉丁美洲、亚洲、非洲和阿拉伯诸国；
- 剩下四名理事由联合国大会、世界银行、联合国一个另外其他机构和联合国地区经济理事会派出。

理事会的工作范围包括：确定研究所大致政策方向，并在教科文组织的框架下锚定具体活动。理事会同时也需要批准年度预算，并确保研究所工作正常开展。

## 历任所长
IIEP在1963年于法国巴黎创办，首任所长是Philip H. Coombs。从1963年来，IIEP不断扩大其区域影响力，并在1998年和2003年分别在阿根廷布宜诺斯艾利斯与塞内加尔达喀尔设立了区域办公室。IIEP六十年来的历任所长、任职时间与国籍现整合如下：
- Martín Benavides （页面存档备份，存于），秘鲁，2023至今（2020 – 2022秘鲁教育部部长；2018 – 2020国家高等教育监督委员会主任；2015 – 2018国家高等教育监督委员会委员）
- Karen Mundy （页面存档备份，存于），加拿大 ，2021-2022（2018 – 2021多伦多大学教授；2014 – 2018 Global Partnership for Education首席技术官）
- Suzanne Grant Lewis （页面存档备份，存于） ，美国， 2014-2021（2012 – 2014 IIEP副所长；2010 – 2012 国际教育资助集团顾问；2006 – 2010非洲高等教育合作机构研究员）
- Khalil Mahshi，巴勒斯坦， 2010-2014
- Mark Bray，英国， 2006-2010
- Gudmund Hernes，挪威，1999-2006
- Jacques Hallak，法国，1988-1998
- Sylvain Lourié，法国，1982-1988
- Michel Debeauvais，法国， 1977-1982
- Hans N. Weiler，美国，1974-1977
- Raymond Poignant，法国，1969-1974
- Philip H. Coombs，美国，1963-1968

## 组织架构与人员构成
IIEP在2023年夏天进行了组织架构调整，调整后的结构如下：
- 巴黎总部 —— 所长办公室（含项目管理处）
- 巴黎总部 —— 培训部
- 巴黎总部 —— 技术合作部
- 巴黎总部 —— 知识管理与宣传部
- 巴黎总部 —— 支持部门
- 达喀尔办公室
- 布宜诺斯艾利斯办公室

定级而言，所长基准定级为D-2，并从2023改组以后取消副所长职位。总部各部负责人和两个地区办公室负责人基准定级P-5。支持部门员工原则上定GS系列岗位。 。
截止到2023年底，IIEP全系统共有全职正式员工117人，包括巴黎71人；达喀尔26人；布宜诺斯艾利斯20人。

## 职能部门及工作范围
IIEP的使命与具体工作目标基于该所的 “中长期规划战略 （页面存档备份，存于）” 系列文件。在第十一次中长期规划战略（2022-2025年）中，IIEP的主要工作愿景为：继续增强联合国教科文组织各成员国规划与管理其教育系统的能力。在执行层面上，这具体到两个战略目标：一，持续系统性提升各成员国教育领域更高效率的规划与管理能力；二，将教育规划与管理能力转换为全球公共知识，在提倡传播的同时进行广泛公开。

### 培训部（Training and Education Programmes/TEP）
IIEP培训部是所内历史最长、影响最广的部门，为大量发展中国家培训了大批相关专业技术人才。上世纪90年代，IIEP培训部曾开设时长一年的教育规划硕士项目，为中国教育部发展规划司培训了大量技术干部。
从IIEP创立伊始，培训部总共为183个国家和地区培训了超过两万四千名干部。97%的培训干部表示课程内容让他们精进了自己的专业水平。
时至今日，虽然IIEP的培训项目不再对标受认证的学位项目，但培训部颁发的学分仍与全欧洲各大高校通用的欧洲学分互认体系（ECTS）挂钩，转换规则为1 IIEP学分 = 1 ECTS学分 = 25学时。IIEP在2024年已经将研究所内的培训课程高度整合，具体措施为：所有培训课程都使用统一的线上学习平台Moodle；所有培训课程学分均为4学分；三个办公室的培训课程学院可以互选。修满足够学分以及对应课程，学习者可以获得IIEP颁发的微证书。
巴黎开发的课程授课语言为英语或法语；达喀尔的课程仅限法语；布宜诺斯艾利斯的课程为西班牙语或葡萄牙语。
从内容上讲，培训课程内容有培训部一直坚持开设的必修课和核心课程系列，也有一些课程是随着国家合作项目，专门为该国家或者该项目设立的。截至2023年底，培训部的课程总量及分配如下：
- 巴黎：26门项目附带课程，4门定制课程，6门核心课程，共36门；
- 达喀尔：9门项目附带课程，0门定制课程，2门核心课程，共11门；
- 布宜诺斯艾利斯：4门项目附带课程，3门定制课程，5门核心课程，共12门。

核心课程选课人数在20 – 60人左右。培训部开设的一些核心课程包括：
- 信息管理系统的教育管理
- 教育领域项目设计
- 通过学习数据监测SDG4进度
- 教育预算与财政
- 职业技术教育规划
- 性别视角下的教育规划
- 紧急状态下的教育规划

培训部的专项课程则因人而异，少的有30人，多的有300多人。培训部开设的一些专项课程包括：
- 尼日利亚与索马里，残障人群为导向的教育领域规划导论（89人）
- 马达加斯加，教育规划导论（39人）
- 尼加拉瓜，教育规划与管理国家培训项目（70人）
- 安哥拉，指向教育规划的信息系统与统计，第二部分（45人）
- 阿根廷布宜诺斯艾利斯，中层教育规划培训项（380人）
- 厄瓜多尔，人口流动国家培训项目（30人）

### 技术合作部（Technical Cooperation/TC）
技术合作部的王牌项目是协助各成员国教育部门进行教育领域规划（Education Sector Planning/ESP）与教育领域分析（Education Sector Analysis/ESA）。相比起ESP，ESA只是基于教育系统现状的分析，指出现有教育系统的优缺点。ESP则基于ESA的基础上，在设计新的中长期规划的同时需要考虑到现有体系的优缺点。所以，ESP文件的前置条件是一份完成的ESA。技术合作部门对此公开了系列出版物：2015年出版了《Guidelines for Education Sector Plan Preparation（准备ESP的注意事项）》，并在2014 - 2021年陆续出版了《Education Sector Analysis Methodological Guidelines（教育领域分析方法论）》三卷，其中卷一专注中小学教育、卷二专注子领域分析、卷三专注于情景分析.
相比起发达国家的教育系统（如大部分OECD成员国），大量亚非拉发展中国家的教育部门并没有足够的理论知识与专业技术在国家与地区层面进行中长期的教育规划。因此，该国教育部门可以请该国家政府出面，以联合国教科文成员国的身份向IIEP发出请求进行合作。因为联合国教科文组织只有建议能力，不能代国家之手进行实施，所以ESA/ESP至少是IIEP与国家教育们的双边合作。很多情况下，该国政府只能出一部分项目资金，剩下的部分需要国际援助才能解决。这时候国际捐款方（如UNICEF、地区发展银行、世界银行等）等也要参与决策，所以ESA/ESP常常是多边合作的结果。
在2023年，技术合作部与58个国家达成了合作协议，其中包括27个非洲国家，产出了26份ESA或ESP，间接影响了1.1亿青少年。2023年度的合作国家包括：
- 仅ESA：阿尔巴尼亚、贝宁、肯尼亚（同行评审）、北马其顿、塞内加尔
- ESA + ESP：柬埔寨、科特迪瓦、毛里塔尼亚、南苏丹、也门
- 监测与评估：约旦、肯尼亚、缅甸、索马里、也门
- 合作契约：乍得、科特迪瓦、马达加斯加、也门（UNICEF主导）、南苏丹、圭亚那

在常规的ESA与ESP项目以外，技术合作部正在不断确定新的方向来细化供给关系，能够更加精准的为各成员国教育部门提供必要的协助。技术合作部门2023年的六个细化工作方向分别为：
- 方向1：提升学习为导向的规划与管理
- 方向2：确保教育公平、教育公正、教育包容为导向的规划与管理
- 方向3：确保教育管理与财政中的治理与透明
- 方向4：通过信息技术改变教育
- 方向5：构建智慧环境的教育系统
- 方向6：确保未来技能和参加工作[5]。

### 知识管理与传播部（Knowledge Management and Mobilisation/KMM）
截至目前，IIEP的研究与合作对象包括全球196个国家和地区，发表了超过两千份知识产物，并被翻译成35种语言。在2023年度，IIEP知识管理与传播部门的主要工作数据如下：
- 发表刊物：55份
- 信息传播活动参加人数：5651人次
- IIEP各网站月均访问人数：26.6万次
- IIEP刊物月均下载人数：6.1万次
- IIEP电子邮件推送订阅数：6.4万次
- IIEP全网社交媒体关注量：10.0万次
- 62%的项目关注教育公正
- 36%的项目关注性别平等
- 27%的项目增强地区教育韧性

IIEP致力于将教育规划知识成为全人类的公共知识。为此，KMM部门管理大量公开网站，网站内有大量专业技术文件欢迎所有人访问阅读与下载。一些主要网站与其功能介绍如下：
- IIEP出版部门网站 （页面存档备份，存于）：传播最传统的部门就是出版了。IIEP拥有自己的印刷和出版系统，其出版物被翻译成多国语言，如2003年教育科学出版社出版的教育政策学译丛中，《教育政策基础》（ISBN 7-5041-2486-9）一书就是IIEP的四个小专题出版物拼在一起而成。再者，2009年英文出版，2012年译成中文的《直面影子教育系统》（UNESCO出版社，马克·贝磊著，ISBN 978-92-803-1333-8）也是IIEP的知识产物。
- IIEP线上图书馆 （页面存档备份，存于）。图书馆系统是IIEP的骄傲。IIEP总部一共五层，其中半个四层和半个五层留给了图书馆。IIEP图书馆系统在进入21世纪以后也在致力于电子化其藏书，这样不仅可以做到电子化而且可以供全球教育研究者远程访问，进一步推进了教育知识公开的诺言。线上图书馆藏书达三万册，资料回溯至1963年（IIEP创立年份），其中图书、国际组织报告、政府报告无一而不足，同时包括五十多本学术教育期刊可以免费查阅[9]。

出版部门和图书馆是全方位覆盖式的集成性网站。在此之上，IIEP也有几个“专攻一点”的网站。他们是：
- IIEP Planipolis （页面存档备份，存于）。Planipolis英文意译约为“规划之城”，该网站收集了全球每个国家近些年所有公开的教育规划文件，包括教育规划政策、教育规划报告、ESA、ESP等。
- IIEP Learning Portal （页面存档备份，存于）。这个网站收集了所有世界上与中小学生学习有关的话题。在报告和新闻之外，你也可以创建账号在论坛上发言。
- IIEP ETICO （页面存档备份，存于）。这个网站专门负责收集关于教育反腐和决策公开化的网站，收录了大量工具、报告等有关信息。
- IIEP Education4Resilience （页面存档备份，存于）。这个网站专门负责收集“紧急状态下教育”下的相关文件（自然灾害、战争、政变等）。
- IIEP PEFOP （页面存档备份，存于）。这个网站收集了所有和职业技术教育（TVET）有关的文件与知识。
- IIEP SITEAL （页面存档备份，存于）。这个网站收集了所有拉丁美洲教育系统的相关文件与知识。根据2023年数据，该网站年访问量超过130万次[7].

## 年度预算[5]
据2023年第64次理事会文件数据显示，在2022财年内，IIEP的总收入为1840万美元，总支出约为1988万美元。IIEP该年度管理的所有资金总价值约为1218万美元。
1. ↑  IIEP. . IIEP-UNESCO.   [2024-02-07]. （原始内容存档于2024-06-12）.
2. ↑  UNESCO.  (PDF). UNESCO. UNESCO.   [2024-02-08]. （原始内容存档 (PDF)于2024-07-09）.
3. ↑  IIEP. . IIEP-UNESCO. IIEP.   [2024-02-07]. （原始内容存档于2024-06-12）.
4. ↑  IIEP. . IIEP-UNESCO. IIEP.   [2024-02-07]. （原始内容存档于2024-03-02）.
5. 1 2 3 4 5 6 7 8 9 10 11  IIEP.  (PDF). IIEP-UNESCO.   [2024-02-07]. （原始内容存档 (PDF)于2024-06-15）.
6. ↑  IIEP. . IIEP.   [2024-02-07]. （原始内容存档于2024-05-29）.
7. 1 2 3 4 5 6  IIEP. . IIEP in Action 2023.   [2024-02-07]. （原始内容存档于2024-02-07）.
8. ↑  IIEP. . Education sector analysis.   [2024-02-08]. （原始内容存档于2024-05-18）.
9. ↑  IIEP. . IIEP Library.   [2024-02-07]. （原始内容存档于2024-06-12）.